# Поляков, Василий Иванович (партийный деятель)
Васи́лий Ива́нович Поляко́в (10 декабря 1913, д. Леонидовка, Курская губерния — 1 марта 2003, Москва) — советский партийный деятель, журналист, политработник Красной Армии. Секретарь ЦК КПСС (1962—1964).

## Биография
В 1933 году окончил Воронежский сельскохозяйственный техникум. В 1939 году — Ленинградский институт журналистики.
С 1927 года работал в колхозе, в 1928—1933 годах учился в школе и техникуме. В 1933—1935 годах был агрономом МТС.
С 1938 года находился на редакционной работе. В 1938—1941 годах — заведующий отделом, заместитель ответственного редактора газеты «Социалистическое земледелие», ответственный редактор газеты «Советская Молдавия»
В 1941—1946 годах служил в РККА.
Участник Великой Отечественной войны: с августа 1941 года служил в политуправлении Южного фронта, был прикомандирован к 15-й стрелковой дивизии. С мая 1942 — инспектор политотдела 4-й воздушной армии, затем — редактор газеты «Крылья Советов» 4-й воздушной армии. Закончил войну в звании подполковника.
В 1946—1960 годах — заведующий сельскохозяйственным отделом, заместитель редактора, редактор по сельскохозяйственному отделу, член редакционной коллегии газеты «Правда».
С 1960 года — главный редактор газеты «Сельская жизнь».
В 1962—1964 годах — секретарь ЦК КПСС и заведующий Сельскохозяйственным отделом ЦК КПСС по союзным республикам.
С 1964 года — заместитель главного редактора, ответственный секретарь «Экономической газеты».
Член ВКП(б) с 1939 года, член ЦК КПСС (1962—1966), кандидат с 1961 г. Депутат Верховного Совета СССР 6 созыва.
С 1984 года — персональный пенсионер союзного значения.
Скончался 1 марта 2003 года. Похоронен на Ваганьковском кладбище.

## Награды
- 3 ордена Ленина (11.01.1958; 04.05.1962; 09.12.1963)
- орден Красного Знамени (06.06.1945)
- орден Отечественной войны I степени (27.02.1945)
- 2 ордена Отечественной войны II степени (22.07.1944; 11.03.1985)
- орден Трудового Красного Знамени (09.12.1983)
- орден Красной Звезды (13.02.1943)
- медаль «За трудовую доблесть» (25.12.1959)
- другие медали